# Kankipadu (mandal)
Kankipadu là một trong mandal thuộc huyện Krishna, bang Andhra Pradesh.